# Ouadane
Ouadane (även: Wādān, arabiska: وادان) är en stad i centrala Mauretanien, på Adrarplatån, nordost om Chinguetti. Staden grundades 1147 och blev snabbt ett viktigt karavan- och handelscentrum. Det är den enda orten i detta departement med samma namn.
En portugisisk handelsstation etablerades här 1487, men staden minskade i betydelse under 1500-talet. Den gamla staden finns kvar som ruiner men är ändå relativt intakt. Staden hade 1 326 invånare (2013).
År 1996 utsågs Ouadane tillsammans med Oualata, Chinguetti och Tichitt till världsarv av Unesco.
I närheten av Ouadane ligger den märkligt formade Richatformationen.